# Buk u Lachovic
Buk u Lachovic je památný strom, buk lesní (Fagus sylvatica) v Lachovicích, části města Toužim v okrese Karlovy Vary v Karlovarském kraji.
Strom roste při severním okraji zástavby vesnice, kterou tvoří několik původních zemědělských usedlostí. Nachází se asi 100 metrů od památkově chráněné kaple svaté Anny.
Hustá a pravidelná koruna stromu sahá do výšky 30 m, obvod kmene měří 330 cm (měření 2015). Stáří stromu bylo v době jeho vyhlášení odhadováno na 160 let. U stromu byl proveden zdravotní řez při kterém došlo k odstranění odumřelých a zlomených větví.
Buk je chráněn od roku 2015 jako krajinná dominanta, strom významný stářím a vzrůstem.

## Stromy v okolí
- Dub v Radyni
- Kozlovská lípa
- Jesínská lípa
- Svinovské duby